# Departamento de Ordem Política e Social
O Departamento de Ordem Política e Social (DOPS), criado em 30 de dezembro de 1924, foi um órgão do governo brasileiro utilizado principalmente durante o Estado Novo e mais tarde na Ditadura Militar. O órgão, que tinha a função de assegurar e disciplinar a ordem militar no país, foi instituído em 17 de abril de 1928 pela lei nº 2 034 que tratava de reorganizar a Polícia do Estado.

## História

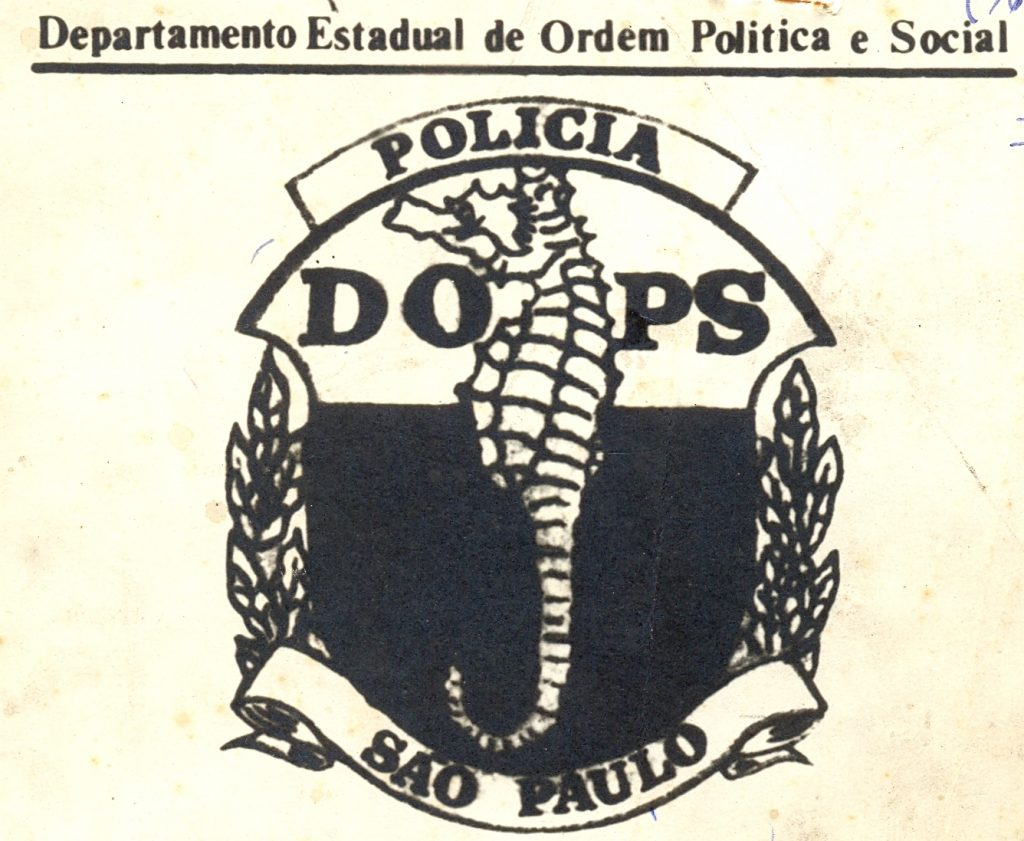
DOPS

O que normalmente se chama de DOPS são as unidades de Polícia Política de cada estado, responsável pela repressão a comunistas, anarquistas, sindicatos e movimentos sociais. Isto desde a Primeira República. Estavam estruturadas a partir de delegacias, divisões ou departamentos da Polícia Civil de cada estado da federação – em especial São Paulo e Rio de Janeiro, então Capital Federal.
Na capital Federal (então, o Rio de Janeiro), a Polícia Civil do Distrito Federal foi reformulada a fim de que se adaptasse a um novo modelo de repressão e vigilância. Esta remodelagem afetou ao seu segmento de Segurança Política e Social, criando uma delegacia para aquele fim. A função do órgão era lidar com problemas de ordem política – por meio a Secção 1 (S-1) da Delegacia – e de ordem social – Secção 2 (S-2). No caso, as ameaças de cunho político eram o Integralismo, atividade de espiões internacionais – mormente da Alemanha e da Itália. Já as questões de cunho social eram o comunismo, os sindicatos, as associações e movimentos civis e a propaganda contra o Governo. Ao final do Estado Novo – mais precisamente em 1944 – a polícia havia sido transformada de uma delegacia para uma divisão, ampliando seus quadros e estrutura através do Decreto Lei n° 6 378 de 28 de março de 1944. Pelo Decreto Lei n° 9353 de 13 de julho de 1946, era estabelecida jurisprudência sobre qualquer crime contra a segurança do Estado.
Em São Paulo, no ano de 1930, a Delegacia de Ordem Política e Social foi desmembrada em duas: a de Ordem Política e a de Ordem Social. Em 1938, sob a ditadura do Estado Novo, teve seu organograma alterado, passando a ser supervisionada pela Secretaria de Estado dos Negócios da Segurança Pública. Era constituído pelo Gabinete do Delegado, pelas delegacias de Ordem Política e Ordem Social, cada uma composta pelas seções de policiamento e investigações: o Cartório, a seção de Expediente – em que estavam vinculados os serviços de Protocolo e Arquivo Geral –, e, ainda, a seção de Contabilidade, o Corpo de Segurança, o Serviço Reservado (mais tarde chamado de Serviço Secreto), Prisões e Portaria. Além das duas primeiras delegacias, o DEOPS também contava com mais duas especializadas: a Delegacia de Fiscalização de Explosivos, Armas e Munições e a Delegacia de Fiscalização de Entrada, Permanência e Saída de Estrangeiros.
Durante a segunda metade da década de 1940 a 1969, o DOPS de São Paulo abrigava as Delegacias de Ordem Política, de Ordem Social, de Estrangeiros, de Ordem Econômica, de Armas e Explosivos e, também, o Serviço Secreto. A Delegacia de Ordem Social era responsável por investigar todos os tipos de movimentos sociais, como greves, campanhas contra a carestia, associações de amigos de bairros, bem como fiscalizar a ação dos sindicatos e dos trabalhadores organizados, produzindo inquéritos, relatórios e prontuários de presos e investigar os movimentos nas cidades do interior do estado de São Paulo. As questões políticas ficavam a cargo de uma delegacia especializada. Além de acompanhar comícios e eleições, esse setor ainda fornecia informações sobre a situação política nas cidades do interior, dos partidos políticos, personalidades e cargos. Em seu acervo, encontram-se cortes de jornais agrupados por tema, relatórios e inquéritos que, por sua vez, também possuem duplicatas arquivadas na série prontuários. A partir da década de 1960, com a demanda crescente do aparelho repressivo militar, essa delegacia ampliou suas atribuições, passando a investigar as ações dos movimentos estudantis e das organizações clandestinas. Quanto ao DOPS do Rio, devido ao volume de seus arquivos sobre criminosos políticos (acumulados desde os primeiros anos da República) e a experiência investigativa, tinha função complementar dentro do sistema de Segurança e de Informações estabelecidos pelos militares.
Durante o regime militar, em São Paulo, o seu delegado mais conhecido foi Sérgio Paranhos Fleury, que ficou famoso por dirigir o Esquadrão da Morte que atuava na periferia de São Paulo, além de ser acusado de organizar e participar de vários sequestros, torturas e assassinatos.
Havia muitas dificuldades para quem fosse fichado no DOPS. O candidato a um emprego, por exemplo, em um período da ditadura militar, precisava apresentar um "Atestado de Antecedentes Políticos e Sociais", mais conhecido como "Atestado Ideológico", que era fornecido pelo DOPS a quem não tinha ficha no órgão.
Durante o regime, além da repressão política, o DOPS da Polícia Federal tinha a atribuição de censurar os meios de comunicação através da Divisão de Censura e Diversões Públicas. Com a Constituição brasileira de 1988, a Divisão de Ordem Política e Social não consta mais do organograma da Polícia Federal, que ainda mantém a competência de apurar as "infrações penais contra a ordem política e social", no capítulo III referente à Segurança Pública, nos termos do inciso I, do § 1º, do artigo 144.
Em São Paulo, o DOPS foi extinto em 4 de março de 1983. Em alguns outros estados brasileiros, permaneceram todavia, as Delegacias Especializadas de Ordem Política e Social, que também adotam o acrônimo DEOPS.

## Arquivos
Os arquivos dos numerosos DOPS existentes até o início da década de 1980 tiveram destinos diversos. Os do Rio Grande do Sul, que foi o primeiro a ser extinto, em 27 de maio de 1982, teriam sido queimados, conforme as informações oficiais, ainda que muitos acreditem que o acervo esteja guardado em local secreto.
Após a extinção do DOPS, seu arquivo ficou sob a guarda da Polícia Federal até o final do ano de 1992. O decreto nº 34 216, de 19 de novembro de 1991, constituiu uma Comissão Especial com a finalidade de coordenar a destinação desses documentos. A comissão deliberou passar o acervo à guarda do Arquivo Público do Estado de São Paulo, o que aconteceu em 1992, durante a gestão do Professor Doutor Carlos Guilherme Motta.
Em São Paulo, antes da posse do governador do PMDB, Franco Montoro, em 1983, os arquivos foram transferidos para a Polícia Federal, o que ocorreu também em outros estados. Somente em 1991 os arquivos foram devolvidos aos estados de origem, sendo que, em São Paulo, ficaram sob a guarda do Arquivo Público. A documentação existente, no entanto, é incompleta, havendo várias falhas sequenciais, mostrando que muitos documentos foram desviados. Em São Paulo, não é possível encontrar nenhum documento sobre informantes do DOPS, nem sobre pessoas que teriam executado torturas.
Até 1994, o acesso aos documentos do DOPS ficou restrito aos familiares de presos e desaparecidos políticos. Neste mesmo ano, com base na resolução nº 38, de 27 de Dezembro, o arquivo foi aberto à consulta pública, mediante a assinatura de um termo de responsabilidade pelo consulente.[carece de fontes?]
No acervo, disponibilizado parcialmente na internet desde 2013, encontram-se documentos bastante diversificados, que retratam tanto a rotina interna do órgão repressivo, tal como os ofícios, relatórios anuais, relatórios diários, pedidos de informações, correspondências, inquéritos policiais e prontuários temáticos e nominais. Nesse conjunto, é possível encontrar documentos e fotografias particulares, além de livros, revistas, jornais, entre outros.
Ao todo, o acervo é composto por quatro grupos documentais, três deles contendo fichário remissivo. São eles: prontuários (170 000 fichas e 150 000 prontuários); dossiês do Arquivo Geral (1 100 000 fichas remissivas e 9 000 pastas); documentos produzidos pelas delegacias especializadas de Ordem Política (1 500 pastas), contendo prontuários e dossiês, e Ordem Social (235 000 fichas e 2 500 pastas), composto por autos de sindicância, inquéritos militares, prontuários e dossiês; além de outras publicações como os Livros de Portaria do DEOPS, que agregam informações sobre os visitantes do departamento entre 1971 e 1979.

## A atuação da Polícia na legislação após a redemocratização
Compete ao Departamento de Polícia Federal (DPF) a apuração das infrações penais contra a ordem política e social, decorrentes de atos que atentem contra os princípios estabelecidos na Constituição Federal brasileira, especialmente contra o regime democrático nela consagrado.
O Regimento Interno do DPF, aprovado pela Portaria n º 2 877-MJ, de 30.12.2011 (Publicada no DOU nº 01, Seção 1, de 2 de janeiro de 2012), se reporta ao artigo 144 § 1º da Constituição que dispõe sobre as competências da corporação dentre elas:
I - apurar infrações penais contra a ordem política e social ou em detrimento de bens, serviços e interesses da União ou de suas entidades autárquicas e empresas públicas, bem assim outras infrações cuja prática tenha repercussão interestadual ou internacional e exija repressão uniforme, segundo se dispuser em lei.
Compete à Diretoria de Investigação e Combate ao Crime Organizado (DICOR), do Ministério da Justiça e Cidadania, reprimir os crimes contra a ordem política e social, por meio da Coordenação-Geral de Defesa Institucional (CGDI) e da Divisão de Assuntos Sociais e Políticos (DASP).